# Lista de recordes da Major League Baseball em bases roubadas
Bases roubadas (stolen bases ou (SB)) não eram oficialmente anotadas até 1886 e somente em 1888 ganharam lugar na contagem oficial. A regra sobre bases roubadas foi adotada em  1898. Enquanto algumas fontes não incluam bases roubadas antes de 1898 devido a dificuldade em comparar à era após 1898, como as fontes nesta lista indicam, a Major League Baseball continua a reconhecê-las.
Jogadores anotados em itálico estão ainda ativos.
(r) denota um jogador estreante.

## 600 bases roubadas na carreira
"Sliding Billy" Hamilton deteve o recorde antes da regra sobre roubo de bases ser modernizada. Na era moderna, Ty Cobb estabeleceu a marca que Lou Brock quebrou antes de ser ultrapassado pelo recorde de Hamilton. Rickey Henderson atualmente detém o recorde de bases roubadas na carreira.
| Jogador          | SB   | Times e temporadas |
| ---------------- | ---- | --- |
| Rickey Henderson | 1406 | 1979–84, 89–93, 94–95, 98 (Oakland Athletics), 1985–89 (New York Yankees), 1993 (Toronto Blue Jays), 1996–97, 2001 (San Diego Padres), 1997 (Anaheim Angels), 1999–2000 (New York Mets), 2000 (Seattle Mariners), 2002 (Boston Red Sox), 2003 (Los Angeles Dodgers)            |
| Lou Brock        | 938  | 1961–64 (Chicago Cubs), 1964–79 (St. Louis Cardinals) |
| Billy Hamilton   | 912  | 1888–89 (Kansas City Blues (AA)), 1890–95 (Philadelphia Phillies), 1896–1901 (Boston Beaneaters) |
| Ty Cobb          | 892  | 1905–26 (Detroit Tigers), 1927–28 (Philadelphia Athletics) |
| Tim Raines       | 808  | 1979–90, 2001 (Montréal Expos), 1991–95 (Chicago White Sox), 1996–98 (New York Yankees), 1999 (Oakland Athletics), 2001 (Baltimore Orioles), 2002 (Florida Marlins) |
| Vince Coleman    | 752  | 1985–90 (St. Louis Cardinals), 1991–93, (New York Mets), 1994–95 (Kansas City Royals), 1995 (Seattle Mariners), 1996 (Cincinnati Reds), 1997 (Detroit Tigers) |
| Eddie Collins    | 745  | 1906–14, 27–30 (Philadelphia Athletics), 1915–26 (Chicago White Sox) |
| Arlie Latham     | 739  | 1880 (Buffalo Bisons), 1883–89, 96 (St. Louis Browns), 1890 (Chicago Pirates), 1890–1895 (Cincinnati Reds), 1899 (Washington Senators), 1909 (New York Giants) |
| Max Carey        | 738  | 1910–26 (Pittsburgh Pirates), 26–29 (Brooklyn Robins) |
| Honus Wagner     | 722  | 1897–99 (Louisville Colonels), 1900–17 (Pittsburgh Pirates) |
| Joe Morgan       | 689  | 1963–71, 80 (Houston Colt 45's/Astros), 1972–79 (Cincinnati Reds), 1981–82 (San Francisco Giants), 1983 (Philadelphia Phillies), 1984 (Oakland Athletics) |
| Willie Wilson    | 668  | 1976–90 (Kansas City Royals), 1991–92 (Oakland Athletics), 1993–94 (Chicago Cubs) |
| Tom Brown        | 657  | 1882 (Baltimore Orioles (AA)), 1883–84 (Columbus Colts (AA)), 1885–87 (Pittsburgh Pirates), 1887 (Indianapolis Hoosiers), 1888–89 (Boston Beaneaters), 1890–91 (Boston Reds (PL-AA)), 1892–94 (Louisville Colonels), 1895 (St. Louis Cardinals), 1895–98 (Washington Senators) |
| Bert Campaneris  | 649  | 1964–76 (KC-Oak Athletics), 1977–79 (Texas Rangers), 1979–81 (California Angels), 1983 (New York Yankees) |
| Kenny Lofton     | 622  | 1991 (Houston Astros), 1992–96, 98–2001, 07 (Cleveland Indians), 1997 (Atlanta Braves), 2002 (Chicago White Sox), 2002 (San Francisco Giants), 2003 (Chicago Cubs), 2003 (Pittsburgh Pirates), 2004 (New York Yankees), 2005 (Philadelphia Phillies), 2007 (Texas Rangers)     |
| Otis Nixon       | 620  | 1983 (New York Yankees), 1984–87 (Cleveland Indians), 1988–90 (Montréal Expos), 1991–93, 99 (Atlanta Braves), 1994 (Boston Red Sox), 1995 (Texas Rangers), 1996–97 (Toronto Blue Jays), 1997 (Los Angeles Dodgers), 1998 (Minnesota Twins)                                     |
| George Davis     | 616  | 1890–92 (Cleveland Spiders), 1893–1901, 03 (New York Giants), 1902, 1904–09 (Chicago White Sox) |
| Juan Pierre      | 611  | 2000–2002 (Colorado Rockies), 2003–2005, 2013 (Florida/Miami Marlins), 2006 (Chicago Cubs), 2007–2009 (Los Angeles Dodgers), 2010–2011 (Chicago White Sox), 2012 (Philadelphia Phillies)                                                                                       |

## 10 Maiores em bases roubadas na carreira por liga
| Jogador da Liga Americana | SB   |  | Jogador da Liga Nacional | SB  |
| ------------------------- | ---- |  | ------------------------ | --- |
| Rickey Henderson          | 1270 |  | Lou Brock                | 938 |
| Ty Cobb                   | 892  |  | Billy Hamilton           | 782 |
| Eddie Collins             | 745  |  | Max Carey                | 738 |
| Willie Wilson             | 660  |  | Honus Wagner             | 722 |
| Bert Campaneris           | 649  |  | Joe Morgan               | 681 |
| Luis Aparicio             | 506  |  | Vince Coleman            | 660 |
| Paul Molitor              | 504  |  | Tim Raines               | 635 |
| Kenny Lofton              | 502  |  | Dummy Hoy                | 567 |
| Clyde Milan               | 495  |  | Maury Wills              | 586 |
| Tris Speaker              | 432  |  | Ozzie Smith              | 580 |

## 100 bases roubadas, uma temporada
O recorde da era pré-moderna em temporada única em bases roubadas é 138 por Hugh Nicol em 1887. Na era moderna, Ty Cobb estabeleceu o recorde em temporada única em 96 bases roubadas em 1915 que durou até ser quebrada por  Maury Wills com 104 em 1962. Esta marca foi quebrada por Lou Brock com 118 em 1974, e novamente por Rickey Henderson com 130 em 1982.  Henderson e Vince Coleman são os únicos jogadores a conseguir três temporadas com 100 bases roubadas na era moderna. Coleman é o único jogador a conseguir o feito em três temporadas consecutivas, como também é o único jogador a conseguir 100 bases roubadas em sua temporada de estreia.
| Jogador              | SB  | Time                          | Temporada |
| -------------------- | --- | ----------------------------- | --------- |
| Hugh Nicol           | 138 | Cincinnati Red Stockings (AA) | 1887      |
| Rickey Henderson     | 130 | Oakland Athletics             | 1982      |
| Arlie Latham         | 129 | St. Louis Cardinals (AA)      | 1887      |
| Lou Brock            | 118 | St. Louis Cardinals           | 1974      |
| Charles Comiskey     | 117 | St. Louis Cardinals (AA)      | 1887      |
| John Montgomery Ward | 111 | New York Giants               | 1887      |
| Billy Hamilton       | 111 | Philadelphia Phillies         | 1891      |
| Vince Coleman        | 110 | St. Louis Cardinals           | 1985 (r)  |
| Arlie Latham         | 109 | St. Louis Cardinals (AA)      | 1888      |
| Vince Coleman        | 109 | St. Louis Cardinals           | 1987      |
| Rickey Henderson     | 108 | Oakland Athletics             | 1983      |
| Vince Coleman        | 107 | St. Louis Cardinals           | 1986      |
| Maury Wills          | 104 | Los Angeles Dodgers           | 1962      |
| Hugh Nicol           | 103 | Cincinnati Red Stockings (AA) | 1888      |
| Jim Fogarty          | 102 | Philadelphia Phillies         | 1887      |
| Billy Hamilton       | 102 | Philadelphia Phillies         | 1890      |
| Rickey Henderson     | 100 | Oakland Athletics             | 1980      |

## 5 bases roubadas, um jogo
Sob a regra da era pré-moderna, George Gore roubou 7 bases em um jogo em 1881, uma marca que foi empatada por "Sliding Billy" Hamilton em 1894.  Na era moderna, Eddie Collins roubou 6 bases em um jogo em duas ocasiões, ambas em Setembro de 1912, uma marca que permaneceu por quase oito décadas antes de ser empatada por Otis Nixon (1991), Eric Young (1996) e Carl Crawford (2009).
| Jogador           | SB | Time                    | Data                   | Oponente              |
| ----------------- | -- | ----------------------- | ---------------------- | --------------------- |
| George Gore       | 7  | Chicago White Stockings | 25 de Junho de 1881    | Providence Grays      |
| Billy Hamilton    | 7  | Philadelphia Phillies   | 31 de Agosto de 1894   | Washington Senators   |
| Eddie Collins     | 6  | Philadelphia Athletics  | 11 de Setembro de 1912 | Detroit Tigers        |
| Eddie Collins     | 6  | Philadelphia Athletics  | 22 de Setembro de 1912 | St. Louis Browns      |
| Otis Nixon        | 6  | Atlanta Braves          | 16 de Junho de 1991    | Montréal Expos        |
| Eric Young        | 6  | Colorado Rockies        | 30 de Junho de 1996    | Los Angeles Dodgers   |
| Carl Crawford     | 6  | Tampa Bay Rays          | 3 de Maio de 2009      | Boston Red Sox        |
| Dan McGann        | 5  | New York Giants         | 27 de Maio de 1904     | Brooklyn Superbas     |
| Clyde Milan       | 5  | Washington Senators     | 14 de Junho de 1912    | Cleveland Indians     |
| Johnny Neun       | 5  | Detroit Tigers          | 9 de Julho de 1927 1   | New York Yankees      |
| Amos Otis         | 5  | Kansas City Royals      | 7 de Setembro de 1971  | Milwaukee Brewers     |
| Davey Lopes       | 5  | Los Angeles Dodgers     | 24 de Agosto de 1974   | St. Louis Cardinals   |
| Bert Campaneris   | 5  | Oakland Athletics       | 24 de Maio de 1976     | Minnesota Twins       |
| Lonnie Smith      | 5  | St. Louis Cardinals     | 4 de Setembro de 1982  | San Francisco Giants  |
| Alan Wiggins      | 5  | San Diego Padres        | 17 de Maio de 1984     | Montréal Expos        |
| Tony Gwynn        | 5  | San Diego Padres        | 20 de Setembro de 1986 | Houston Astros        |
| Rickey Henderson  | 5  | Oakland Athletics       | 29 de Julho de 1989    | Seattle Mariners      |
| Alex Cole         | 5  | Cleveland Indians       | 1º de Agosto de 1990   | Kansas City Royals    |
| Alex Cole         | 5  | Cleveland Indians       | 3 de Maio de 1992      | California Angels     |
| Damian Jackson    | 5  | San Diego Padres        | 28 de Junho de 1999    | Colorado Rockies      |
| Eric Young        | 5  | Chicago Cubs            | 14 de Maio de 2000     | Montréal Expos        |
| Kenny Lofton      | 5  | Cleveland Indians       | 3 de Setembro de 2000  | Baltimore Orioles     |
| Scarborough Green | 5  | Texas Rangers           | 28 de Setembro de 2000 | Seattle Mariners      |
| Ryan Freel        | 5  | Cincinnati Reds         | 27 de Julho de 2005    | Los Angeles Dodgers   |
| Willy Taveras     | 5  | Colorado Rockies        | 14 de Junho de 2008    | Chicago White Sox     |
| Dexter Fowler     | 5  | Colorado Rockies        | 27 de Abril de 2009    | San Diego Padres      |
| Jacoby Ellsbury   | 5  | Boston Red Sox          | 30 de Maio de 2013     | Philadelphia Phillies |
| Billy Hamilton    | 5  | Cincinnati Reds         | 14 de Junho de 2015    | Chicago Cubs          |

## 35 bases roubadas consecutivas
Max Carey estabeleceu a marca em 1922 de 31 bases roubadas consecutivamente sem ser pego, o que permaneceu um recorde até ser quebrado por Davey Lopes em 1975 com 38. A marca de Lopes foi então ultrapassada por Vince Coleman com 50 roubos de bases consecutivos em 1988.
| Jogador        | SB | Time                    | Início                 | Fim                    |
| -------------- | -- | ----------------------- | ---------------------- | ---------------------- |
| Vince Coleman  | 50 | St. Louis Cardinals     | 16 de Setembro de 1988 | 26 de Julho de 1989    |
| Ichiro Suzuki  | 45 | Seattle Mariners        | 29 de Abril de 2006    | 16 de Maio de 2007     |
| Tim Raines     | 40 | Chicago White Sox       | 23 de Julho de 1993    | 1º de Setembro de 1995 |
| Jimmy Rollins  | 39 | Philadelphia Phillies   | 1º de Setembro de 2007 | 26 de Julho de 2008    |
| Davey Lopes    | 38 | Los Angeles Dodgers     | 6 de Junho de 1975     | 24 de Agosto de 1975   |
| Stan Javier    | 37 | Oak Athletics-SF Giants | 31 de Maio de 1995     | 27 de Junho de 1996    |
| Tim Raines     | 36 | Montréal Expos          | 23 de Setembro de 1983 | 6 de Julho de 1984     |
| Paul Molitor   | 36 | Toronto Blue Jays       | 22 de Agosto de 1993   | 1º de Outubro de 1995  |
| Davey Lopes    | 35 | Oak Athletics-Chi Cubs  | 11 de Julho de 1983    | 18 de Maio de 1985     |
| Brady Anderson | 35 | Baltimore Orioles       | 14 de Maio de 1994     | 2 de Julho de 1995     |
| Jimmy Rollins  | 35 | Philadelphia Phillies   | 9 de Maio de 2001      | 25 de Agosto de 2001   |

## Três ou mais temporadas com 70 bases roubadas
Sob as regras da era pré-moderna, "Sliding Billy" Hamilton acumulou seis temporadas com 70 ou mais roubo de bases em sua carreira.  Na era moderna, Ty Cobb estabeleceu a marca de três temporadas com 70+ roubo de bases que permaneceu (embora empatado com Lou Brock e Omar Moreno) até ser quebrada por Tim Raines em 1984. Em 1986, Raines atingiu seis temporadas com 70 ou mais roubos, todas consecutivas (um recorde), mas Rickey Henderson cravou sua sétima temporada com 70 ou mais bases roubadas em 1989.
| Jogador          | Temporadas | Temporadas e times                                                                               |
| ---------------- | ---------- | ------------------------------------------------------------------------------------------------ |
| Rickey Henderson | 7          | 1980, 82–83 (Oakland Athletics), 1985–86, 88 (New York Yankees), 1989 (NY Yankees-Oak Athletics) |
| Billy Hamilton   | 6          | 1889 (Kansas City Blues (AA)), 1890–91, 94–95 (Philadelphia Phillies), 1896 (Boston Beaneaters)  |
| Tim Raines       | 6          | 1981–86 (Montréal Expos)                                                                         |
| Vince Coleman    | 5          | 1985–88, 90 (St. Louis Cardinals)                                                                |
| Tom Brown        | 3          | 1890–91 (Boston Reds (PL-AA)), 1892 (Louisville Colonels)                                        |
| Harry Stovey     | 3          | 1887–88 (Philadelphia Athletics (AA)), 1890 (Boston Reds (PL))                                   |
| Ty Cobb          | 3          | 1909, 11, 15 (Detroit Tigers)                                                                    |
| Lou Brock        | 3          | 1966, 73–74 (St. Louis Cardinals)                                                                |
| Omar Moreno      | 3          | 1978–80 (Pittsburgh Pirates)                                                                     |

## Dez ou mais temporadas com 40 bases roubadas
Em 1924, Eddie Collins empatou a marca de Billy Hamilton da era pré-moderna em dez temporadas com 40+ bases roubadas. um ano mais tarde, Max Carey também empatou o recorde. O recorde foi quebrado por Lou Brock em 1974. Brock eventualmente ainda chegou a treze temporadas com 40 ou mais bases roubadas, mas foi ultrapassado por Rickey Henderson em 1993. Henderson chegou a 16 temporadas com 40+ bases roubadas.
| Jogador          | Temporadas | Temporadas e times |
| ---------------- | ---------- | --- |
| Rickey Henderson | 16         | 1980–84, 90–92, 98 (Oakland Athletics), 1985–88 (New York Yankees), 1989 (NY Yankees-Oak Athletics), 1993 (Oak Athletics-Tor Blue Jays), 1997 (SD Padres-Ana Angels) |
| Lou Brock        | 13         | 1964 (Chi Cubs-StL Cardinals), 1965–76 (St. Louis Cardinals) |
| Tim Raines       | 11         | 1981–87, 89–90 (Montréal Expos), 1991–92 (Chicago White Sox) |
| Billy Hamilton   | 10         | 1889 (Kansas City Blues (AA)), 1890–95 (Philadelphia Phillies), 1896–98 (Boston Beaneaters)                                                                          |
| Eddie Collins    | 10         | 1909–10, 12–14 (Philadelphia Athletics), 1915–17, 23–24 (Chicago White Sox)                                                                                          |
| Max Carey        | 10         | 1912–13, 16–18, 20, 22–25 (Pittsburgh Pirates) |

### Oito ou mais temporadas consecutivas com 40 bases roubadas
| Jogador          | Temporadas | Temporadas e times |
| ---------------- | ---------- | --- |
| Rickey Henderson | 14         | 1980–84, 90–92 (Oakland Athletics), 1985–88 (New York Yankees), 1989 (NY Yankees-Oak Athletics), 1993 (Oak Athletics-Tor Blue Jays)                     |
| Lou Brock        | 13         | 1964 (Chi Cubs-StL Cardinals), 1965–76 (St. Louis Cardinals)                                                                                            |
| Billy Hamilton   | 10         | 1889 (Kansas City Blues (AA)), 1890–95 (Philadelphia Phillies), 1896–98 (Boston Beaneaters)                                                             |
| Joe Morgan       | 9          | 1969–71 (Houston Astros), 1972–77 (Cincinnati Reds) |
| Honus Wagner     | 8          | 1901–08 (Pittsburgh Pirates) |
| Otis Nixon       | 8          | 1990 (Montréal Expos), 1991–93 (Atlanta Braves), 1994 (Boston Red Sox), 1995 (Texas Rangers), 1996 (Toronto Blue Jays), 1997 (Tor Blue Jays-LA Dodgers) |
| Juan Pierre      | 8          | 2001-02 (Colorado Rockies), 2003–05 (Florida Marlins), 2006 (Chicago Cubs), 2007–08 (Los Angeles Dodgers)                                               |

## Quinze ou mais temporadas com 20 bases roubadas
| jogador          | Títulos | Anos e times |
| ---------------- | ------- | --- |
| Rickey Henderson | 20      | 1979–84, 89–93, 94–95, 98 (Oakland Athletics), 1985–88 (New York Yankees), 1989 (NY Yankees-Oak Athletics), 1993 (Toronto Blue Jays), 1996–97, 2001 (San Diego Padres), 1997 (SD Padres-Anaheim Angels), 1999 (New York Mets), 2000 (NY Mets-Sea Mariners) |
| Honus Wagner     | 18      | 1898–99 (Louisville Colonels), 1900–15 (Pittsburgh Pirates) |
| George Davis     | 17      | 1890–92 (Cleveland Spiders), 1893–1901 (New York Giants), 1902, 1904–06, 08 (Chicago White Sox) |
| Ty Cobb          | 17      | 1906–19, 21, 24 (Detroit Tigers), 1927 (Philadelphia Athletics) |
| Lou Brock        | 16      | 1963 (Chicago Cubs), 1964 (Chi Cubs-Stl Cardinals), 1965–77, 79 (St. Louis Cardinals) |
| Ozzie Smith      | 16      | 1978–81 (San Diego Padres), 1982–93 (St. Louis Cardinals) |
| Eddie Collins    | 15      | 1909–14 (Philadelphia Athletics), 1915–20, 22–24 (Chicago White Sox) |
| Max Carey        | 15      | 1911–18, 20–25 (Pittsburgh Pirates), 1927 (Brooklyn Robins) |
| Willie Wilson    | 15      | 1978–90 (Kansas City Royals), 1991–92 (Oakland Athletics) |

## Líder na liga em bases roubadas, 5 ou mais temporadas
| Jogador          | Títulos | Anos e times                                                                                            |
| ---------------- | ------- | --- |
| Rickey Henderson | 12      | 1980–84, 90–91, 98 (Oakland Athletics), 1985–86, 88 (New York Yankees), 1989 (NY Yankees-Oak Athletics) |
| Max Carey        | 10      | 1913, 15–18, 20, 22–25 (Pittsburgh Pirates)                                                             |
| Luis Aparicio    | 9       | 1956–62 (Chicago White Sox), 1963–64 (Baltimore Orioles)                                                |
| Lou Brock        | 8       | 1966–69, 71–74 (St. Louis Cardinals)                                                                    |
| Ty Cobb          | 6       | 1907, 09, 11, 15–17 (Detroit Tigers)                                                                    |
| George Case      | 6       | 1939–43, 46 (Washington Senators)                                                                       |
| Maury Wills      | 6       | 1960–65 (Los Angeles Dodgers)                                                                           |
| Bert Campaneris  | 6       | 1965–68, 70, 72 (Oakland Athletics)                                                                     |
| Vince Coleman    | 6       | 1985–90 (St. Louis Cardinals)                                                                           |
| Billy Hamilton   | 5       | 1889 (Kansas City Blues (AA)), 1890–91, 94–95 (Philadelphia Phillies)                                   |
| Honus Wagner     | 5       | 1901–02, 04, 07–08 (Pittsburgh Pirates)                                                                 |
| Kenny Lofton     | 5       | 1992–96 (Cleveland Indians)                                                                             |

### Líder na liga em bases roubadas, 4 ou mais temporadas consecutivas
| Jogador          | Títulos | Anos e times                                                                          |
| ---------------- | ------- | ------------------------------------------------------------------------------------- |
| Luis Aparicio    | 9       | 1956–62 (Chicago White Sox), 1963–64 (Baltimore Orioles)                              |
| Rickey Henderson | 7       | 1980–84 (Oakland Athletics), 1985–86 (New York Yankees)                               |
| Maury Wills      | 6       | 1960–65 (Los Angeles Dodgers)                                                         |
| Vince Coleman    | 6       | 1985–90 (St. Louis Cardinals)                                                         |
| George Case      | 5       | 1939–43 (Washington Senators)                                                         |
| Kenny Lofton     | 5       | 1992–96 (Cleveland Indians)                                                           |
| Bob Bescher      | 4       | 1909–12 (Cincinnati Reds)                                                             |
| Max Carey        | 4       | 1915–18 (Pittsburgh Pirates)                                                          |
| Max Carey        | 4       | 1922–25 (Pittsburgh Pirates)                                                          |
| Willie Mays      | 4       | 1956–59 (San Francisco Giants)                                                        |
| Bert Campaneris  | 4       | 1965–68 (KC-Oak Athletics)                                                            |
| Lou Brock        | 4       | 1966–69 (St. Louis Cardinals)                                                         |
| Lou Brock        | 4       | 1971–74 (St. Louis Cardinals)                                                         |
| Tim Raines       | 4       | 1981–84 (Montréal Expos)                                                              |
| Rickey Henderson | 4       | 1988 (New York Yankees), 1989 (NY Yankees-Oak Athletics), 1990–91 (Oakland Athletics) |

## Líder na liga em bases roubadas, duas ligas
| Jogador        | Liga, time e ano                                                                  |
| -------------- | --------------------------------------------------------------------------------- |
| Harry Stovey   | AA: Philadelphia Athletics (1886), PL: Boston Reds (1890)                         |
| Tom Brown      | AA: Boston Reds (1891), NL: Louisville Colonels (1893)                            |
| Billy Hamilton | AA: Kansas City Blues (AA) (1889), NL: Philadelphia Phillies (1890–91, 94–95)     |
| Ron LeFlore    | AL: Detroit Tigers (1978), NL: Montréal Expos (1980)                              |
| Juan Pierre    | NL: Colorado Rockies (2001), Florida Marlins (2003), AL: Chicago White Sox (2010) |

## Líder na liga em bases roubadas, três times diferentes
| Jogador     | Times e ano                                                               |
| ----------- | ------------------------------------------------------------------------- |
| Juan Pierre | Colorado Rockies (2001), Florida Marlins (2003), Chicago White Sox (2010) |

## Oitenta porcento em bases roubadas, carreira
Aqueles marcados em negrito tem ao menos 600 tentativas de roubo de bases na carreira. Destes, Joe Morgan foi o primeiro a se aposentar com uma porcentagem em roubo de bases de ao menos 80%. Sua marca foi sucessivamente ultrapassada por Davey Lopes, Willie Wilson e Tim Raines.
| Joador           | SB   | Tentativas | SB%    |
| ---------------- | ---- | ---------- | ------ |
| Chase Utley      | 127  | 143        | 88,8%  |
| Carlos Beltrán   | 289  | 328        | 88,1%  |
| Tim Raines       | 808  | 954        | 84,7%  |
| Eric Davis       | 349  | 415        | 84,1%  |
| Willie Wilson    | 668  | 802        | 83,3%  |
| Barry Larkin     | 379  | 456        | 83,11% |
| Tony Womack      | 363  | 437        | 83,07% |
| Jimmy Rollins    | 343  | 413        | 83,05% |
| Davey Lopes      | 557  | 671        | 83,01% |
| Carl Crawford    | 409  | 499        | 82%    |
| Julio Cruz       | 343  | 421        | 81,5%  |
| Ichiro Suzuki    | 383  | 471        | 81,3%  |
| Joe Morgan       | 689  | 851        | 80,96% |
| Vince Coleman    | 752  | 929        | 80,95% |
| Rickey Henderson | 1406 | 1741       | 80,8%  |
| Alex Rodriguez   | 301  | 373        | 80,7%  |
| Roberto Alomar   | 474  | 588        | 80,6%  |
| José Reyes       | 458  | 111        | 80,5%  |

## Noventa e cinco porcento em bases roubadas, temporada, 30+ bases roubadas
veja notas2 3
| Jogador        | SB%    | SB | Tentativas | Time               | Temporada |
| -------------- | ------ | -- | ---------- | ------------------ | --------- |
| Brady Anderson | 96,9%  | 31 | 32         | Baltimore Orioles  | 1994      |
| Carlos Beltrán | 96,9%  | 31 | 32         | Kansas City Royals | 2001      |
| Max Carey      | 96,2%  | 51 | 53         | Pittsburgh Pirates | 1922      |
| Ichiro Suzuki  | 95,74% | 45 | 47         | Seattle Mariners   | 2006      |

## 350 bases roubadas por um time em uma temporada
| SB  | Time                          | Temporada |
| --- | ----------------------------- | --------- |
| 581 | St. Louis Cardinals (AA)      | 1887      |
| 527 | Cincinnati Red Stockings (AA) | 1887      |
| 469 | Cincinnati Red Stockings (AA) | 1888      |
| 468 | St. Louis Cardinals (AA)      | 1888      |
| 462 | Cincinnati Red Stockings (AA) | 1889      |
| 415 | New York Giants               | 1887      |
| 409 | Brooklyn Grays (AA)           | 1887      |
| 409 | Brooklyn Grooms               | 1892      |
| 389 | Brooklyn Bridegrooms (AA)     | 1889      |
| 382 | Chicago White Stockings       | 1887      |
| 373 | Boston Beaneaters             | 1887      |
| 355 | Philadelphia Phillies         | 1887      |
| 350 | Cincinnati Reds               | 1896      |

## 290 bases roubadas por um time em uma temporada, 1901 ou depois
| SB  | Time                | Temporada |
| --- | ------------------- | --------- |
| 347 | New York Giants     | 1911      |
| 341 | Oakland Athletics   | 1976      |
| 319 | New York Giants     | 1912      |
| 314 | St. Louis Cardinals | 1985      |
| 310 | Cincinnati Reds     | 1910      |
| 296 | New York Giants     | 1913      |
| 291 | New York Giants     | 1905      |
| 290 | Cincinnati Reds     | 1911      |